# Dubău, Bârzula
Dubău de asemenea și Dubovo (în ucraineană Дубове, transliterat: Dubove) este un sat în comuna Ocna din raionul Bârzula, regiunea Odesa, Ucraina.
În trecut a fost un sat cu o numeroasă comunitate moldovenescă (românescă) – 45% din populație, conform recensământului sovietic din 1926; fiind însă parțial asimilat în prezent. 

## Demografie
Componența lingvistică a localității Dubău
     Ucraineană (65,89%)
     Română (29,2%)
     Rusă (4,91%)
Conform recensământului din 2001, majoritatea populației localității Dubău era vorbitoare de ucraineană (65,89%), existând în minoritate și vorbitori de română (29,2%) și rusă (4,91%).

## Vezi și
- Românii de la est de Nistru